# Campeón de Campeones 1953-54
El Campeón de Campeones 1953-54 fue la XIII edición del Campeón de Campeones que enfrentó al campeón de la Liga 1953-54: Marte y al campeón de la Copa México 1953-54: América.
El título se jugó a partido único realizado en el Estadio de la Ciudad de los Deportes de la Ciudad de México. Al final de éste, el Marte consiguió adjudicarse por segunda vez en su historia este trofeo. Ya había sido Campeón de Campeones 1942-43.

## Participantes
| Marte   |  |  |  | Campeón de la Primera División de México (1953-54) |
| América |  |  |  | Campeón de la Copa México (1953-54)                |

## El partido
| 16 de mayo de 1954 | Marte       | 1:0 (0:0) | América | Estadio de la Ciudad de los Deportes, Ciudad de México |  |
|                    | Turcato 55' |           |         |                                                        |  |

| Campeón de Campeones 1953-54 |
| ---------------------------- |
|                              |
| Marte                        |
| 2° Título                    |